# Línea Utrera-Fuente de Piedra
La línea Utrera-Fuente de Piedra, antiguamente conocida como la línea Utrera-La Roda y en la actualidad denominada de forma oficial como línea Bifurcación Utrera-Fuente de Piedra, es una línea férrea perteneciente a la red ferroviaria española. Se trata de un trazado de ancho ibérico (1668 mm), no electrificado y en vía única que cuenta con una longitud total de 113 kilómetros.
Construida entre 1864 y 1878, la línea vino a articular las comunicaciones ferroviarias entre Sevilla y el centro geográfico de Andalucía, disponiendo además de conexión con otros trazados. A lo largo de su historia ha pasado por manos de varios operadores ferroviarios. En la actualidad el ente público Adif es el titular de todas las instalaciones. Siguiendo la catalogación de Adif, es la «línea 422».

## Historia

### Construcción
El 12 de septiembre de 1864 entró en servicio la línea férrea que unía Utrera y Morón de la Frontera, propiedad de la compañía de capital británico The Utrera and Moron Railway. Cuatro años después esta alargaría el ferrocarril hasta alcanzar la localidad de Marchena a partir de una nueva prolongación desde la estación de Empalme (La Trinidad). Ello significó que el tramo Empalme-Morón se convirtiera en un ramal con entidad propia, pues el trazado original terminaba su recorrido en Morón.
En 1875 los empresarios españoles Joaquín de la Gándara y Jorge Loring se hicieron con los derechos del ferrocarril y las obras ya en marcha. Justo en ese mismo año se inauguraría el tramo Marchena-Osuna. En 1877, con la constitución de la Compañía de los Ferrocarriles Andaluces, la línea Utrera-Osuna pasó a manos de la nueva compañía. «Andaluces» también asumió la propiedad de los derechos para la construcción del trazado Osuna-La Roda, que habían estado en manos de Joaquín de la Gándara. Los trabajos de construcción avanzaron a buen ritmo. En febrero de 1878 entraría en servicio dicho tramo, el cual quedaría conectado con la línea Córdoba-Málaga a través de la estación de La Roda de Andalucía.

### Explotación y evolución
La explotación de esta línea permitió a «Andaluces» evitar el trazado Sevilla-Córdoba, en manos de la compañía MZA. Esto se vio reforzado con la entrada en servicio, en 1885, del ferrocarril que unía Marchena con Valchillón —cerca de Córdoba—. Las conexiones con Sevilla se realizaban a través de la bifurcación de Utrera y la línea Sevilla-Cádiz, siendo la estación de Sevilla-San Bernardo la terminal a donde llegaban los trenes. En la década de 1920 la compañía propietaria emprendió la construcción de nuevas estaciones —como la de El Sorbito— y estableció un nuevo depósito de locomotoras en la estación de Marchena.
En 1936, durante la Segunda República, «Andaluces» fue incautada por el Estado debido a sus problemas económicos, y asignada la gestión de sus líneas férreas a la Compañía Nacional de los Ferrocarriles del Oeste. Esta situación no duró mucho, ya que en 1941, con la nacionalización de toda la red ferroviaria española, la línea Utrera-La Roda pasó a manos de RENFE.
Bajo gestión de RENFE no se realizaron grandes inversiones en el trazado, que mantuvo su estructura original. En 1970 se clausuró la línea Marchena-Valchillón por razones económicas, con lo que la línea perdió su conexión con Córdoba. En 1984-1985 se produjo un cierre masivo de ferrocarriles deficitarios en el que se vio amenazada la supervivencia de la línea Utrera-La Roda, ya que su tráfico no era muy elevado. No obstante, la Junta de Andalucía se comprometió a subvencionarla para reducir los déficits y evitar su cierre. El ramal de Morón se mantuvo abierto como apartadero durante algún tiempo, si bien acabaría siendo clausurado y desmantelado; las vías, sin embargo, no fueron levantadas hasta 1999. 
La Junta también realizó aportaciones económicas de cara a la modernización de las infraestructuras —caso de las estaciones de Utrera y Arahal— o la construcción de diversas variantes a lo largo del trazado en aras de mejorar la circulación de los convoyes ferroviarios. En Utrera se construyó una nueva variante destinada a los trenes procedentes de Sevilla, la cual entró en servicio en 1989. Por su parte, al final de la línea se construyó una variante que llegaba hasta la estación de Fuente de Piedra, entrando en servicio en 1992. Esto convirtió a Fuente de Piedra en la nueva terminal de la línea, a la vez que permitió un enlace más directo con Granada y Almería a través de la línea Granada-Fuente de Piedra. Por su parte, el antiguo trazado a La Roda quedó separado del trazado original y eventualmente acabaría siendo desmantelado.
A finales de 2004, con la división de RENFE en Renfe Operadora y Adif, la línea pasó a depender de esta última.
En octubre de 2018 varios tramos de la línea fueron cerradas al tráfico debido a los graves daños causados por unas lluvias torrenciales. La sección en torno a Aguadulce resultó especialmente dañada, por lo que Adif solicitó a la Junta de Andalucía el uso de la plataforma del inacabado Eje Transversal Andaluz como alternativa. Tras haberse instalado las vías, a comienzos de 2020 se firmó el acuerdo por el que la Junta cedía a Adif la titularidad de la variante de Aguadulce, siendo incorporada a la RFIG.